# Geoagiu
Geoagiu (ungarsk: Gyógy-patak eller Diódi-patak) er en højre biflod til floden Mureș i Transsylvanien, Rumænien. Den løber ud i Mureș i byen Teiuş. Den er 49 km lang og har et afvandingsområde på 187 km2.
Floderne Tomești og Geoagel er bifloder fra venstre til Geoagiu.